# Lennart Fridén
Lennart Fridén, född 13 april 1943 i Sofia församling i Jönköping, död 29 april 2019, var är en svensk politiker (moderat), som var riksdagsledamot 1991–2002.

## Biografi
Fridén tog realexamen vid Huskvarna samrealskola 1959 och studentexamen 1964 i Jönköping. 1962–1963 arbetade Fridén som lärare i Hjältevad och han gjorde sin värnplikt 1964–1965 vid A6 i Jönköping. 1964–1965 var Fridén ordförande i Högerns ungdomsförbund i Jönköpings län. Samma uppdrag hade han 1967–1968 i Göteborg, där han också 1969 avlade filosofisk ämbetsexamen och 1971 utbildade sig vid Lärarhögskolan i Göteborg. 1968–1969 var Fridén ledamot av styrelsen för Filosofiska fakultetens studentkår i Göteborg. 1968–1972 var han ledamot av Högerns ungdomsförbunds och Moderata ungdomsförbundets förbundsstyrelse på riksplanet.
Åren 1983 till 1991 var Fridén heltidsanställd som överförmyndare i Göteborg och 1980–1991 ledamot av kommunstyrelsen i Göteborgs kommun samt 1973–1991 kommunfullmäktig i samma kommun. 1991–2002 var Fridén ledamot av Sveriges riksdag och 2002–2006 ledamot av Västra Götalands regionfullmäktige. 
Efter återflyttningen till Jönköpings kommun var Fridén förste vice ordförande i Jönköpings överförmyndarnämnd. Han hade också förtroendeuppdrag i Göteborgs universitets råd, Göteborg Wind Orchestra och Valprövningsnämnden. Under sina år i Göteborg innehade han ett 25-tal olika uppdrag. Fridén producerade också ett antal skrifter. 
Han var 1968–1996 gift med Ann Fridén, född Carpenter.